# Kính thiên văn Chân trời sự kiện

Logo chính thức của Kính thiên văn Chân trời sự kiện

Kính thiên văn Chân trời sự kiện (tiếng Anh: Event Horizon Telescope, EHT) là một dự án và là chương trình quan sát thiên văn tập trung vào các lỗ đen siêu khối lượng nằm ở trung tâm các thiên hà. Chương trình sử dụng kỹ thuật giao thoa với đường cơ sở rất dài (Very Long Baseline Interferometry, VLBI) bằng cách kết hợp các kính viễn vọng vô tuyến trên toàn thế giới trong đó nhiều ăng-ten độc lập cách xa hàng chục nghìn kilômét được điều phối, cùng quan sát và ghi lại dữ liệu trong cùng một thời điểm, tạo thành một mạng lưới kính thiên văn khổng lồ có đường kính tương đương đường kính Trái Đất. Kính thiên văn ảo này làm tăng độ phân giải góc đến mức đủ quan sát cấu trúc lớn của vùng bao quanh chân trời sự kiện. Dự án EHT hy vọng thực hiện kiểm chứng thuyết tương đối tổng quát của Einstein khi sẽ phát hiện ra những sai lệch dưới ảnh hưởng trường hấp dẫn mạnh của một lỗ đen, nghiên cứu đĩa bồi tụ và các tia phát ra từ lỗ đen, thảo luận về sự tồn tại của chân trời sự kiện, và phát triển cơ sở vật lý lỗ đen.
Đối tượng quan sát của EHT chủ yếu là Sagittarius A* nằm ở thiên cầu nam tại trung tâm của Ngân Hà, và lỗ đen nằm ở thiên cầu bắc tại trung tâm của thiên hà elip M87. Trong hai hố đen này, Sagittarius A* bị chắn bởi làn bụi dày của đĩa Ngân Hà trên bầu trời, trong khi lỗ đen của M87 phát ra luồng tia tương đối tính có độ dài 5.000 năm ánh sáng. Để có thể nhìn xuyên qua làn bụi của thiên hà và đĩa vật chất bao quanh lỗ đen, EHT được thiết lập để quan sát ở bước sóng 1.33 mm và dự định giảm xuống 0.87 mm để thu được các chi tiết trong tương lai. Vì lượng dữ liệu thu được từ các kính thiên văn vô tuyến rất lớn để có thể truyền tải qua hệ thống internet, dữ liệu ở mỗi trạm quan sát sẽ được ghi vào các ổ đĩa cứng và gửi về hai trung tâm xử lý dữ liệu bằng siêu máy tính thuộc Đài quan sát Haystack ở bang Massachusetts, Hoa Kỳ và Viện Thiên văn vô tuyến Max Planck ở Bonn, Đức. Tại đây dữ liệu được tổng hợp và phân tích để cho ra bức ảnh ở chế độ quan sát với bước sóng và mạng lưới kính vô tuyến tương ứng. Theo kết quả mô phỏng máy tính trước đây, ánh sáng (và/hoặc bức xạ điện từ) phát ra bởi vật chất bao quanh lỗ đen sẽ bị bẻ cong do hiệu ứng thấu kính hấp dẫn gây bởi khối lượng khổng lồ của lỗ đen, tạo thành một vầng hào quang xung quanh lỗ đen. Bóng tối (silhouette, shadow) hình tròn ở trung tâm của hào quang là hình ảnh bao ngoài của lỗ đen mà một quan sát viên ở xa có thể thấy được. Chân trời sự kiện nằm ẩn trong vùng bóng tối này.
Năm 2012, các nhà thiên văn lần đầu tiên chính thức tổ chức một hội nghị về EHT ở Arizona với nội dung bàn về mục đích khoa học, kế hoạch kỹ thuật và cơ cấu tổ chức của dự án. Các quan sát sơ bộ và thử nghiệm đã thực hiện từ đầu năm 2006, khi có ba đài quan sát được sử dụng để kiểm tra công nghệ VLBI. Và nhiều năm sau, dự án EHT dần trở lên lớn hơn từ đội ngũ ít ỏi và không được tạo quỹ hoạt động cho đến hình thành một tổ chức bao gồm hơn 30 trường đại học, đài quan sát, viện nghiên cứu và chính phủ trên toàn cầu từ 12 quốc gia. EHT lần đầu tiên thực hiện quan sát trên phạm vi toàn cầu trong 10 ngày của tháng 4 năm 2017 với mục tiêu là Sagittarius A*. Lần quan sát này cũng có sự tham gia của Mảng lớn kính thiên văn vô tuyến milimét và dưới milimét Atacama (Atacama Large Millimeter/submillimeter Array, ALMA) ở Chile, và kính thiên văn Nam Cực (South Pole Telescope) ở Nam Cực. Trong số chúng, ALMA được coi là mảng kính thiên văn quan trọng nhất, bởi sự tham gia của nó đã làm tăng độ nhạy của EHT lên cỡ 10 lần. Ngày 10 tháng 4 năm 2019, các nhà thiên văn vật lý đã công bố bức ảnh chụp đầu tiên về lỗ đen siêu khối lượng ở trung tâm của thiên hà M87.

### Chân trời sự kiện

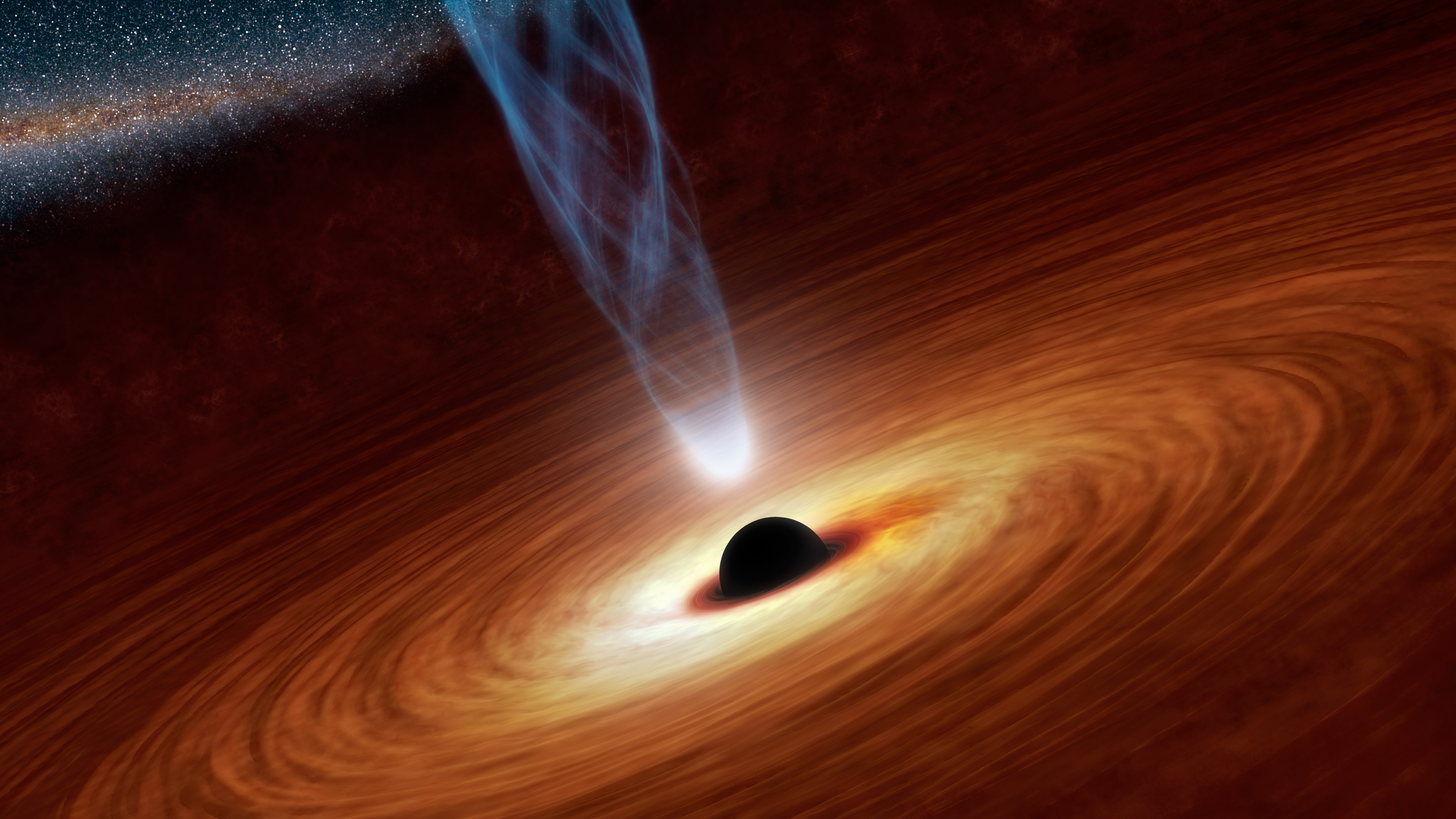
Minh họa lỗ đen: Vật chất quay quanh lỗ đen tạo thành đĩa bồi tụ với luồng tia phóng ra ở cực. Ở bức ảnh này không xét đến hiệu ứng thấu kính hấp dẫn gây bởi chính lỗ đen này.

### Đối tượng quan sát

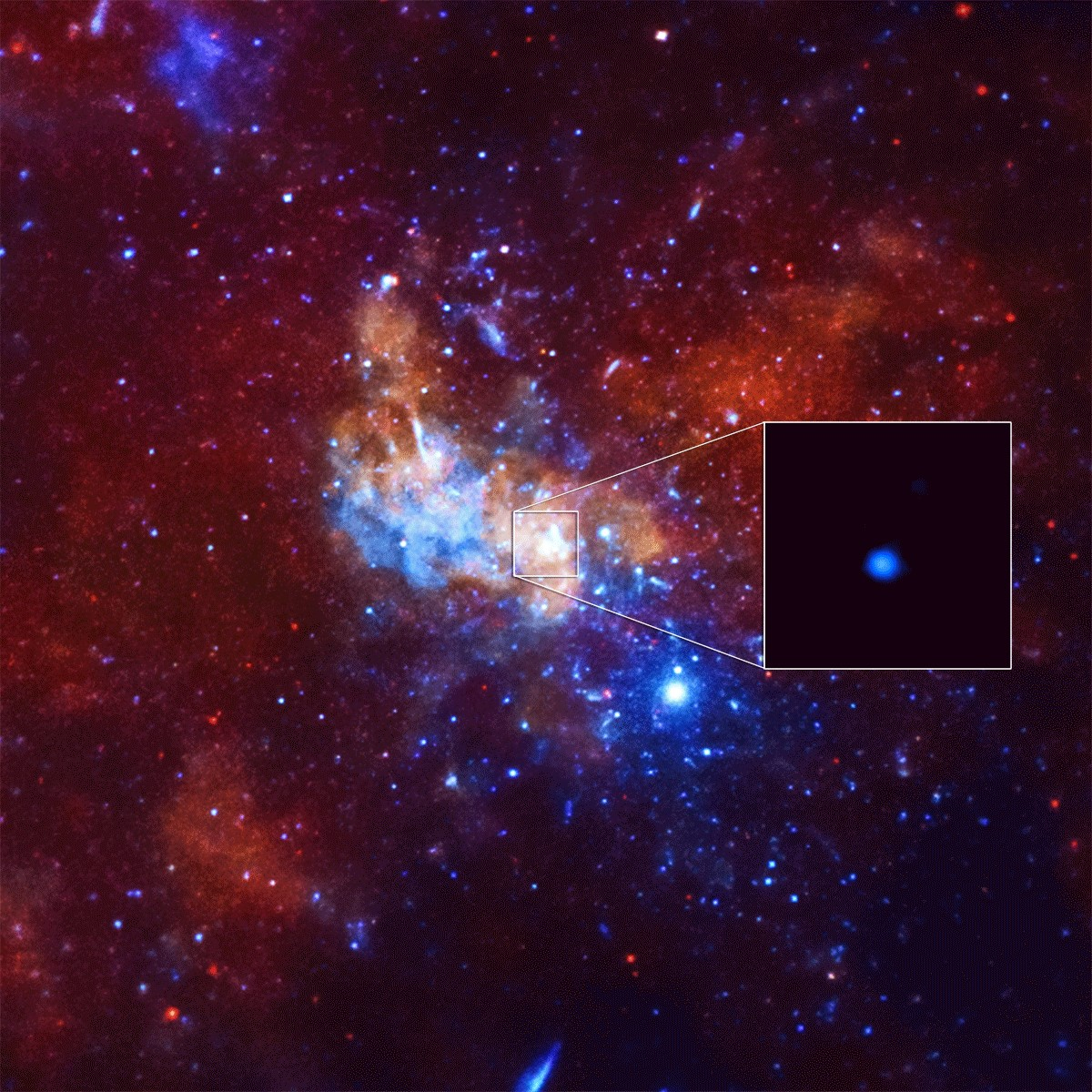
Sagittarius A* quan sát dưới bước sóng tia X.

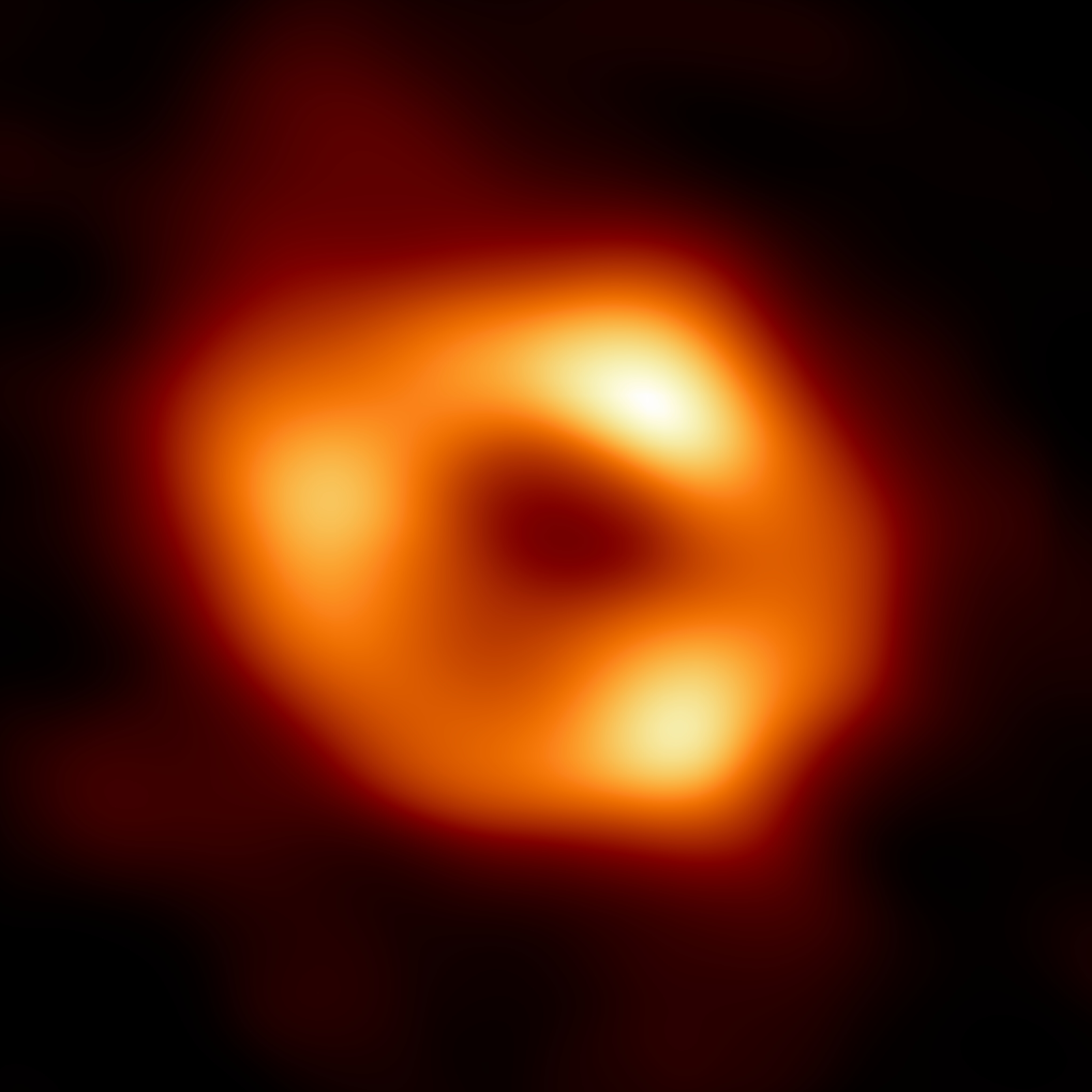
Sagittarius A* chụp bởi kính thiên văn Chân trời sự kiện.

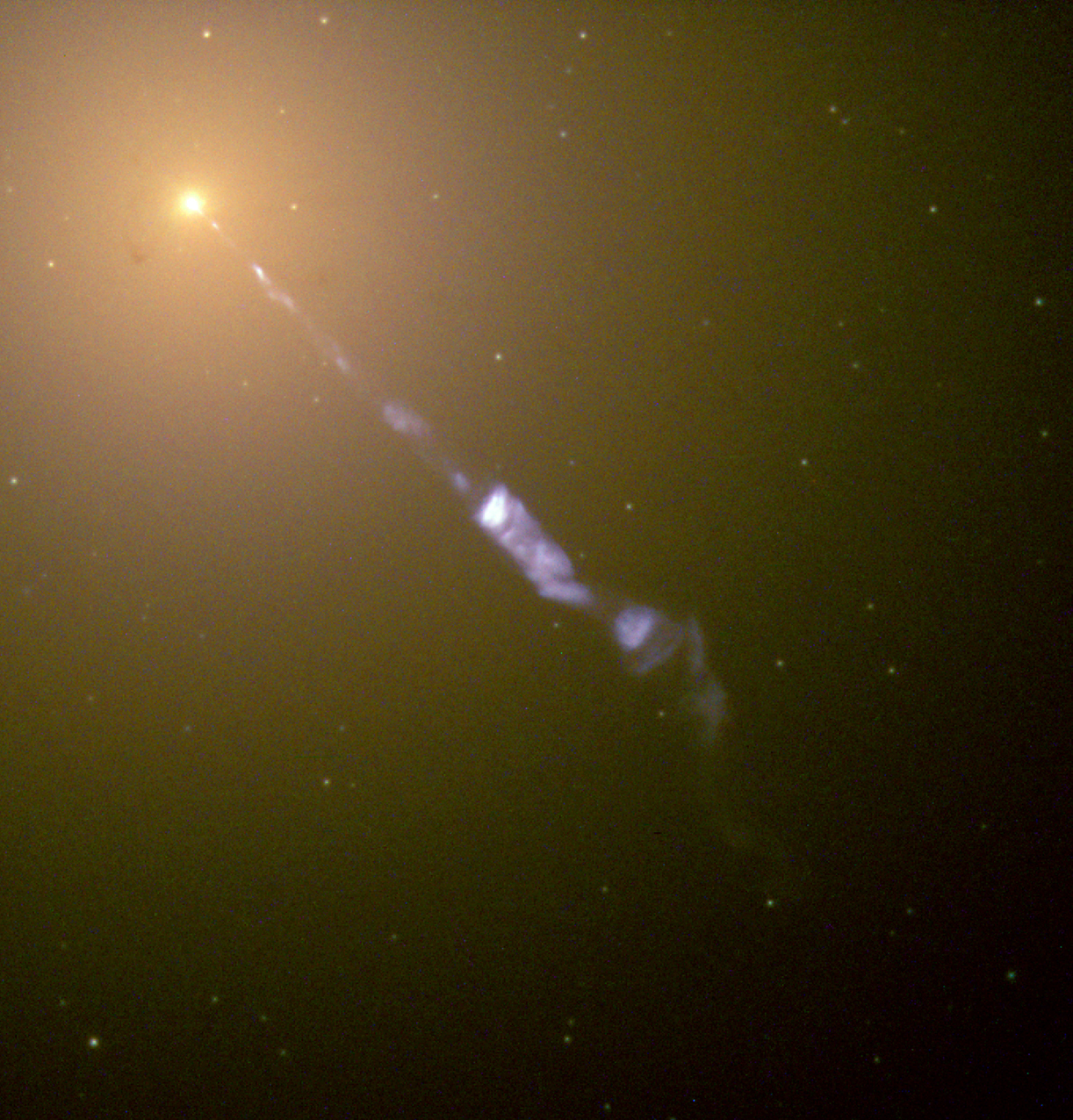
Tia từ lỗ đen ở trung tâm M87 chứa các electron và hạt hạ nguyên tử phóng ra với vận tốc gần bằng tốc độ ánh sáng. Trong bức ảnh của Hubble, chùm tia màu xanh lam tương phản với ánh sáng vàng rực kết hợp từ ánh sáng của hàng tỷ ngôi sao không nhìn thấy và những điểm vàng là những cụm sao cầu thuộc thiên hà này.

### VLBI và xử lý dữ liệu

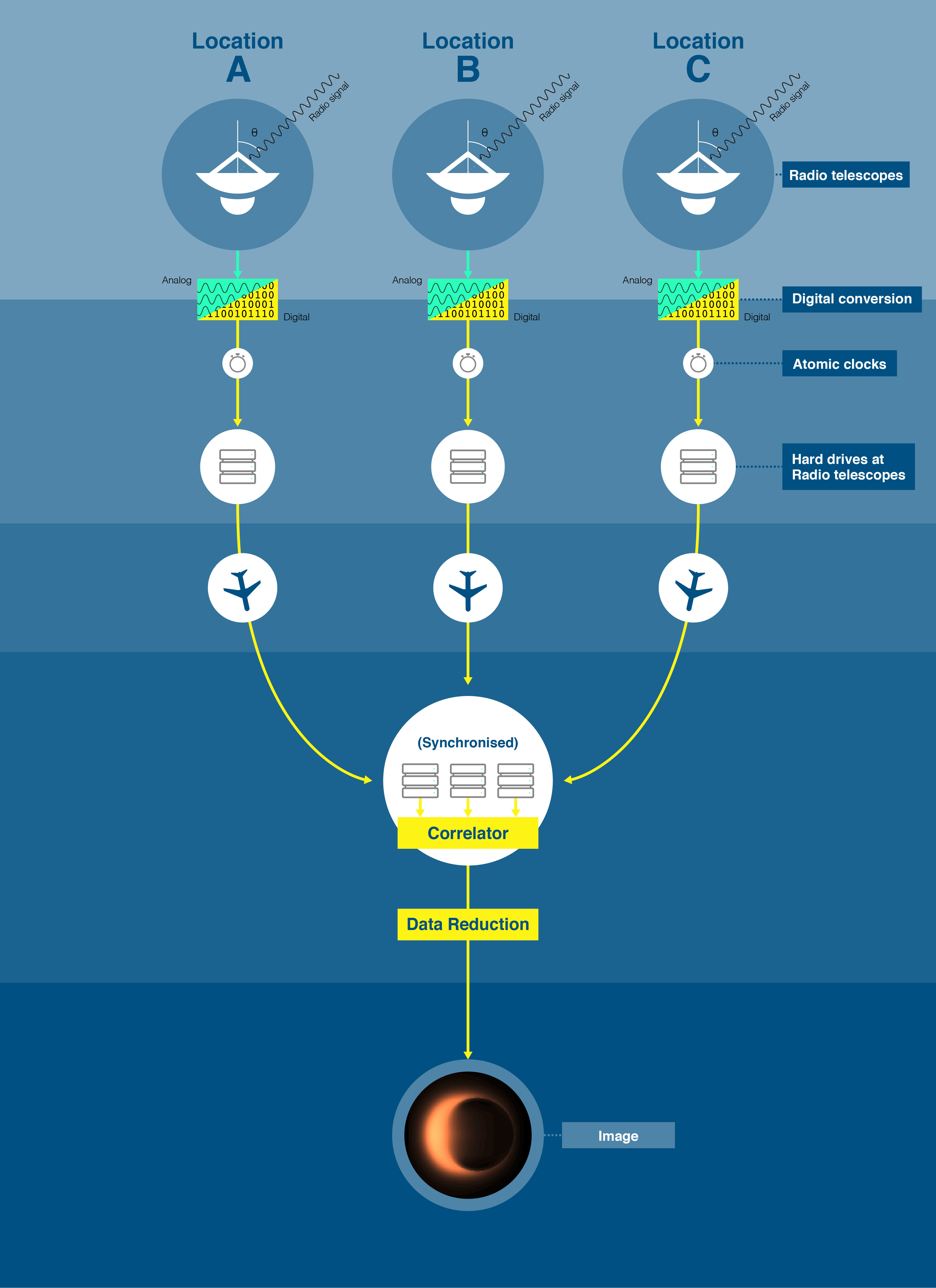
Sơ đồ minh họa cơ chế hoạt động VLBI của EHT. Ở mỗi đài quan sát, phân bố trên những khoảng cách lớn, có trang bị một đồng hồ nguyên tử chính xác cao. Tín hiệu tương tự (analogue signals) thu nhận bởi mỗi ăng ten được biến đổi thành tín hiệu số (digital signals) và ghi vào các ổ đĩa cứng cùng với mốc thời gian đo bởi đồng hồ nguyên tử tại mỗi vị trí. Các ổ cứng sau đó được chuyển đến trung tâm xử lý dữ liệu nhằm đồng bộ hóa tín hiệu và thời gian. Hình ảnh quan sát thiên văn thu được bởi quá trình xử lý dữ liệu kết hợp bởi nhiều đài quan sát. Bấm vào để xem ảnh lớn hơn.

### Mô hình và mô phỏng máy tính

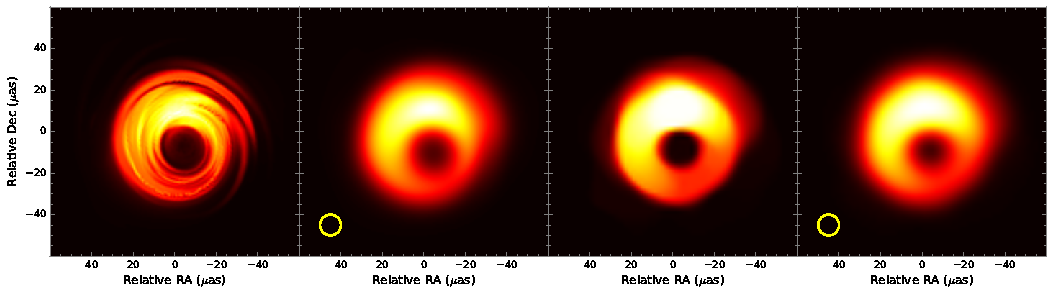
Mô phỏng hình ảnh đĩa bồi tụ bao quanh lỗ đen ở trung tâm thiên hà M87. Vùng bóng tối xác định bởi biên giới của quỹ đạo photon được phóng đại nhờ hiệu ứng thấu kính hấp dẫn, biên giới chân trời sự kiện nằm ẩn dưới vùng bóng tối này.

### Các hoạt động trước đó

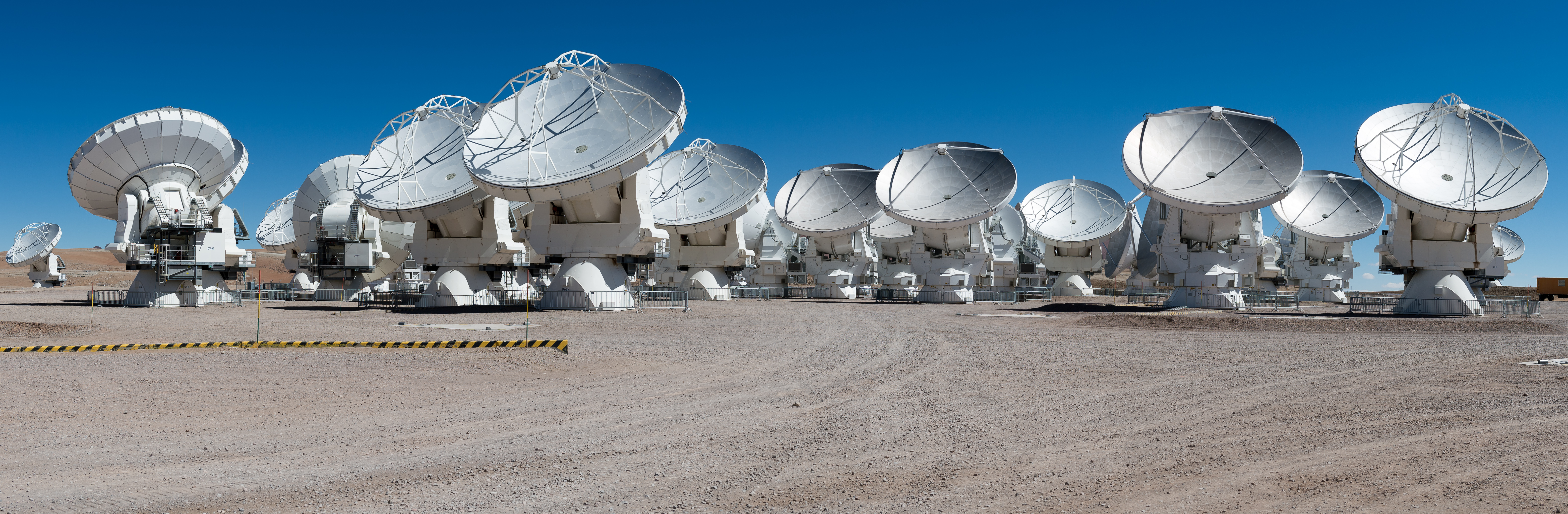
ALMA nằm ở sa mạc Atacama, Chile.

## Kết quả

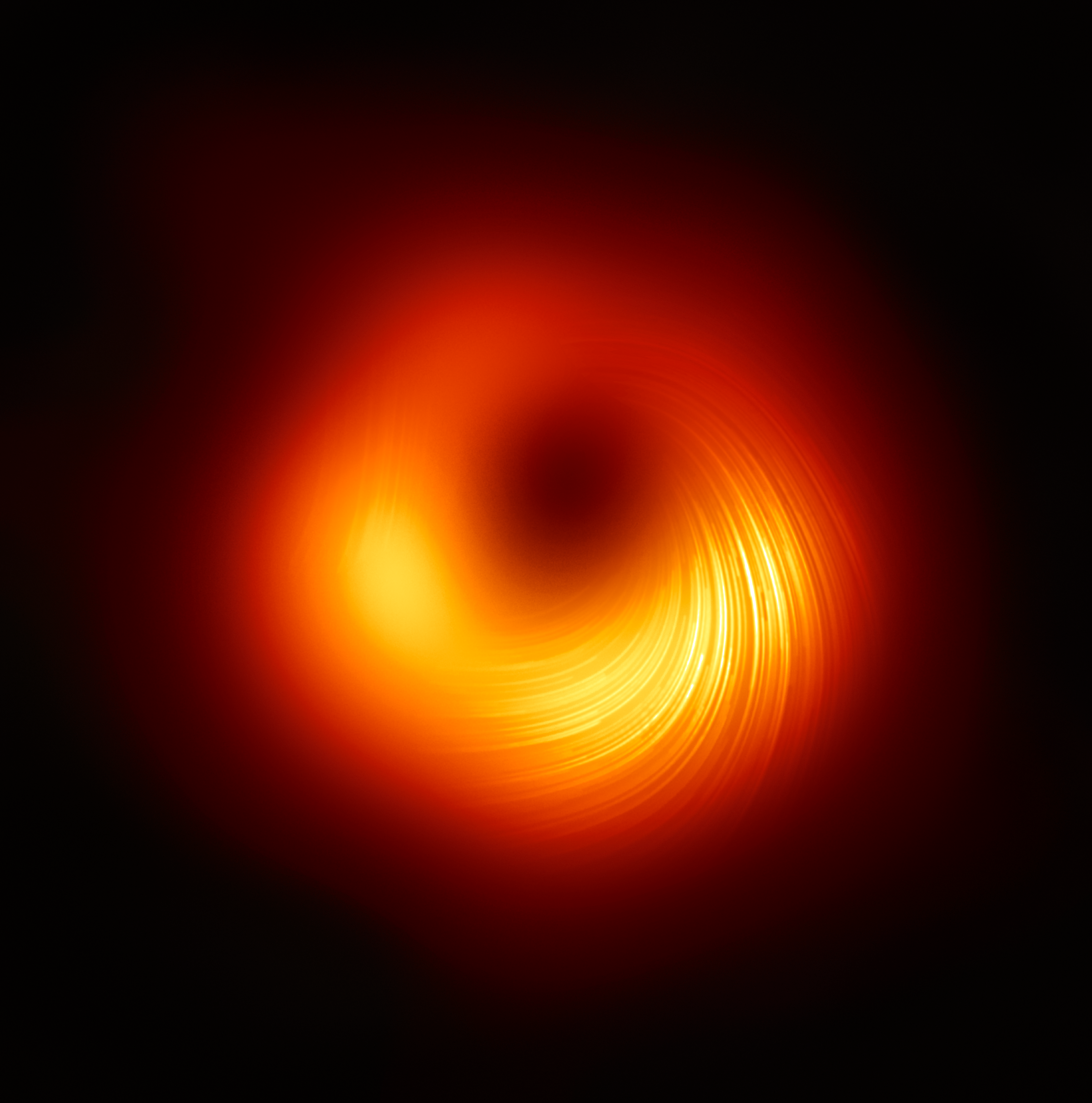
Ảnh chụp M87* dưới ánh sáng phân cực.